# Íñigo Méndez de Vigo
Iñigo Méndez de Vigo y Montojo (ur. 21 stycznia 1956 w Tetuanie) – hiszpański prawnik, wykładowca i polityk, od 1992 do 2011 poseł do Parlamentu Europejskiego III, IV, V, VI i VII kadencji, następnie sekretarz stanu w Ministerstwie Spraw Zagranicznych i Współpracy, a od 2015 do 2018 minister edukacji, kultury i sportu.

## Życiorys
Urodził się na terytorium Maroka, pochodzi z arystokratycznej rodziny, posiada tytuł barona. W 1978 uzyskał licencjat z dziedziny prawa na Uniwersytecie Complutense w Madrycie, po czym pracował jako doradca prawny w Kortezach Generalnych. Wykładał prawo konstytucyjne (1981–1984) i prawo wspólnotowe (1989–1991) na macierzystej uczelni. Stał na czele uczelnianej Katedry Instytucji Europejskich Jeana Monneta (1999–2004).
Politycznie związany z Partią Ludową, był członkiem jej komisji ds. konfliktów i dyscypliny (1990–1993), Krajowej Rady Wykonawczej (od 1992) oraz komisji stałej (1996–1999). W 1992 po raz pierwszy uzyskał mandat posła do Parlamentu Europejskiego. Wybierany ponownie w latach 1994, 1999, 2004 i 2009. W Strasburgu pełnił m.in. funkcję wiceprzewodniczącego Komisji Spraw Instytucjonalnych (1994–1996) i koordynatora Europejskiej Partii Ludowej w Komisji Spraw Instytucjonalnych (od 1996).
Był przewodniczącym delegacji PE w Konwencie dla Europy, który opracowywał Kartę Praw Podstawowych (1999–2000). Analogiczną funkcje pełnił w Konwencie Europejskim redagującym Konstytucję dla Europy (2002–2003). Reprezentował PE na Konferencji Międzyrządowej w Rzymie (2003).
W 2011 został przewodniczącym komitetu hiszpańskiego w Międzynarodowej Unii Paneuropejskiej. W tym samym roku odszedł z Europarlamentu w związku z powołaniem na urząd sekretarza stanu ds. Unii Europejskiej w Ministerstwie Spraw Zagranicznych i Kooperacji.
26 czerwca 2015 wszedł w skład rządu Mariano Rajoya jako minister edukacji, kultury i sportu. W wyborach w 2015 został wybrany w skład Kongresu Deputowanych, mandat utrzymał również w 2016. W listopadzie 2016 otrzymał nominację na ministra edukacji, kultury i sportu, a także rzecznika prasowego rządu w drugim gabinecie dotychczasowego premiera. Zakończył urzędowanie w czerwcu 2018, gdy gabinet ten przegrał głosowanie nad wotum nieufności.